# Sucrerie Cemetery (Epinoy)
Sucrerie Cemetery is een Britse militaire begraafplaats met gesneuvelden uit de Eerste Wereldoorlog, gelegen in de Franse plaats Épinoy in het departement Pas-de-Calais. De begraafplaats werd ontworpen door Wilfred Von Berg en ligt 1,2 km ten noordoosten van het dorpscentrum (gemeentehuis). Een veldweg van 200 meter lang leidt vanaf de weg naar de begraafplaats. Het terrein heeft een nagenoeg rechthoekig grondplan en wordt omsloten door een bakstenen muur. Het Cross of Sacrifice staat aan de voorzijde in een kleine uitstulping van de muur. De begraafplaats wordt onderhouden door de Commonwealth War Graves Commission.
Er liggen 100 doden begraven waaronder 5 niet geïdentificeerde.

## Geschiedenis
Epinoy was al van kort na het begin van de oorlog door de Duitsers bezet maar werd op 27 september 1918 door de 11th (Northern) Division veroverd. De begraafplaats werd na de strijd door gevechtseenheden aangelegd. 
Onder de geïdentificeerde doden zijn er 94 Britten, hoofdzakelijk militairen van de 6th York and Lancasters, 5th Dorsets en de 11th Manchesters, en 1 Canadees. Soldaat H. Smith (Dorsetshire Regiment) wordt herdacht met een Special Memorial omdat zijn graf niet meer gelokaliseerd kon worden en men neemt aan dat hij onder een naamloos graf ligt.

## Onderscheiden militair
- George Harry Eastwood, soldaat bij het York and Lancaster Regiment werd onderscheiden met de Military Medal (MM).